# Hesy-Ra
Hesy-Ra (cũng được đọc là Hesy-Re và Hesire) là một quan chức cao cấp của Ai Cập cổ đại sống vào đầu Vương triều thứ Ba. Tên gọi đáng chú ý nhất của ông là Wer-ibeh-senjw, có nghĩa là "Một trong những thợ đục ngà" hoặc "Một trong những nha sĩ", điều này sẽ khiến ông trở thành nha sĩ sớm nhất được biết đến. Ngôi mộ của ông đặc trưng bởi những bức tranh và tấm gỗ tuyết tùng.

## Danh tính
Nhờ một số dấu ấn bằng đất sét được tìm thấy trong lăng mộ của Hesy-Ra, ngày nay người ta biết rằng vị quan chức cao cấp này đã sống và làm việc dưới triều đại của vua (pharaon) Djoser và cũng có thể là dưới thời vua Sekhemkhet.
Tên của Hesy-Ra được một số người quan tâm và các nhà sử gia Ai Cập chú ý, bởi vì nó được liên kết với thần mặt trời Ra. Hesy-Ra, cùng với một vài quan chức cấp cao sống vào khoảng thời điểm này, thuộc về các quan chức cấp cao đầu tiên được phép liên kết tên của họ với Re. Tuy nhiên, họ không được phép sử dụng chữ tượng hình đĩa đại diện cho mặt trời để viết tên Re. Điều này chỉ được phép đối với nhà vua.

### Tên hiệu
Là một quan chức và linh mục cấp cao, Hesy-Ra có nhiều danh hiệu ưu tú và ngoan đạo:
- Sự tự tin của nhà vua (tiếng Ai Cập: Rekh-neswt).
- Một trong "mười người của Thượng Ai Cập" (tiếng Ai Cập: Wer-medi-shemaw).
- Một trong những Peh (tiếng Ai Cập: Wer-Peh).
- Một trong những nha sĩ tuyệt vời (tiếng Ai Cập: Wer-ibeh-senjw).
- Anh cả của "Qed-hetep" (tiếng Ai Cập: Semsw-qed-hetep).
- Chánh của các kinh sư (tiếng Ai Cập: Medjeh-seschjw).
- Anh trai của Min (tiếng Ai Cập: Sen-Min).
- Nhà ảo thuật của Mehit (tiếng Ai Cập: Hem-heka-Mehit).

### Nghề nghiệp
Hesy-Ra nổi tiếng với những cái tên nhất định, độc đáo. Tên đề được thảo luận nhiều nhất là Wer-ibeh-senjw, có thể được dịch theo nhiều cách. Ibeh có thể được dịch là "nha (răng)" và/hoặc là "ngà". Senjw là danh từ số nhiều cho "mũi tên", "thợ đục đẽo" và/hoặc "nha sĩ", như nhau. Do đó, tên đầy đủ của ông là Wer-ibeh-senjw có thể được dịch là "Người vĩ đại trong những người đục ngà" hoặc "Người vĩ đại trong những nha sĩ". Nếu bản dịch đầu tiên là chính xác, Hesy-Ra là một nghệ sĩ và thợ đục đẽo ngà chuyên nghiệp - một nghề khá phổ biến và đã được chứng thực trong các văn khắc trong thời kỳ đầu của triều đại. Nếu bản dịch sau là chính xác, Hesy-Ra sẽ là người đầu tiên trong lịch sử Ai Cập được xác nhận chính thức có nghề nghiệp là một nha sĩ.

## Lăng mộ

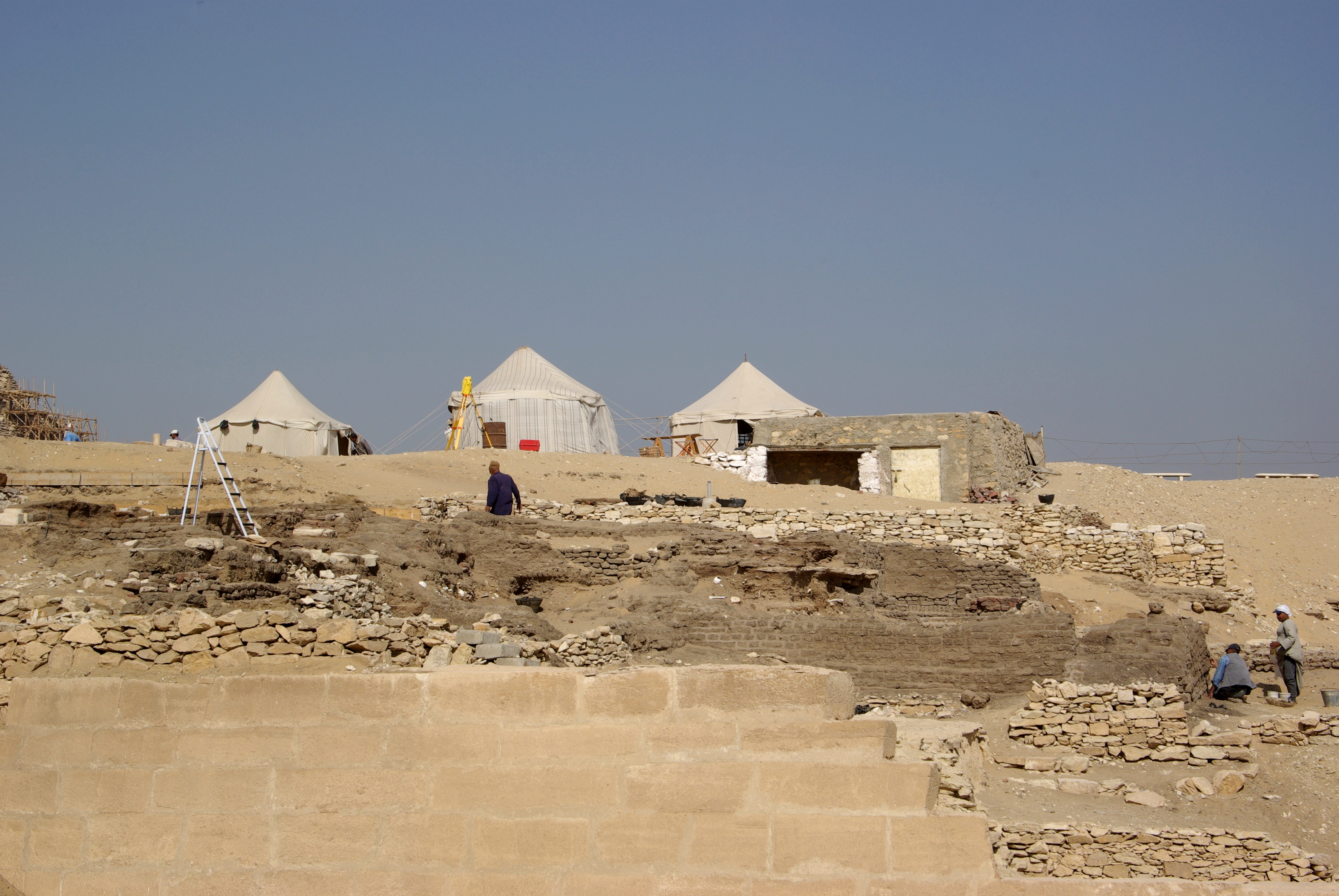
Khu vực khai quật khảo cổ học tại được cho là lăng mộ (kiểu chóp cụt mastaba) của Hesy-Ra, ảnh chụp vào tháng 11 năm 2010.

Ngôi mộ của Hesy-Ra, mastaba S-2405, nằm ở Saqqara; nó được phát hiện vào năm 1861 bởi các nhà khảo cổ học người Pháp là Auguste Mariette và Jacques de Morgan. Cuộc khai quật bắt đầu vào năm 1910 và kết thúc vào năm 1912, được tổ chức và thực hiện bởi đội khai quật của nhà khảo cổ học người Anh, James Edward Quibell. Ngôi mộ của Hesy-Ra nằm giữa hàng chục ngôi mộ khác, nằm cách khoảng 260 m về phía đông bắc của khu phức hợp kim tự tháp của vua Djoser. Ở trạng thái ban đầu, mastaba có chiều là 43 m, rộng 22 m và cao 5 m. Nó được làm bằng gạch bùn cứng. Các bức tường bên trong và bên ngoài đã từng được bao phủ hoàn toàn và láng mịn bởi một lớp đá vôi trắng. Cấu trúc phòng bên trong lăng mộ bao gồm một hành lang dài, hốc và một số buồng và nhà nguyện.